# سام غرينوود
سام غرينوود (مواليد 26 يناير 2002) هو لاعب كرة قدم إنجليزي يلعب في مركز خط الوسط في نادي ليدز يونايتد.

## روابط خارجية
- سام غرينوود على موقع إي إس بي إن إف سي (الإنجليزية)
- سام غرينوود على موقع قاعدة بيانات كرة القدم.إي يو (الإنجليزية)
- سام غرينوود على موقع ليكيب (الفرنسية)
- سام غرينوود على موقع Soccerbase.com (لاعب) (الإنجليزية)
- سام غرينوود على موقع Soccerway.com (الإنجليزية)
- سام غرينوود على موقع عالم كرة القدم.نت (الإنجليزية)